# Anne Gaultier
Anne Gaultier, née le 13 juillet 1976 est une joueuse de kayak-polo internationale française.
Entre 1994 et 2005, elle participe au championnat de France N1F dans l'équipe d'Acigné. Elle joue maintenant dans l'équipe de Tarbes Auch Midi-Pyrénées.

## Sélections
Sélections en équipe de France senior
- Championnats du monde 1996 : 4e place[2]
- Championnats d'Europe 1997 : Médaille d'argent [3]
- Championnats du monde 1998 : Médaille de bronze[4]
- Championnats d'Europe 1999 : Médaille de bronze[5]
- Championnats du monde 2000 : Médaille de bronze[6]
- Championnats d'Europe 2001 : Médaille de bronze[7]
- Championnats du monde 2002 : Médaille d'argent [8]
- Championnats d'Europe 2003 : Médaille d'argent [9]
- Championnats du monde 2004 : Médaille de bronze[10]
- Championnats d'Europe 2005 : Médaille de bronze[11]